# UCI Africa Tour 2011-2012
El UCI Africa Tour 2011-2012 fue la octava edición del calendario ciclístico internacional africano. Se inició el 29 de septiembre de 2011 en Camerún, con el Gran Premio de Chantal Biya y finalizó el 10 de junio de 2012 en Ruanda con el Kwita Izina Tour.

## Carreras y equipos

### Carreras suspendidas y eliminadas
El calendario contaba con más carreras pero algunas fueron suspendidas o salieron del mismo.
- Gran Premio de Sharm el-Sheikh

### Equipos
Los equipos que pueden participar en las diferentes carreras dependen de la categoría de las mismas. 
| Categoría | Categoría                    | Equipos                                                                                          |
| --------- | ---------------------------- | ------------------------------------------------------------------------------------------------ |
| .1        | 1.1 (Carrera de un día)      | UCI ProTeam (max 50%) Profesionales Continentales Continentales Selecciones nacionales           |
| .1        | 2.1 (Carrera de varios días) | UCI ProTeam (max 50%) Profesionales Continentales Continentales Selecciones nacionales           |
| .2        | 1.2 (Carrera de un día)      | Profesionales Continentales Continentales Selecciones nacionales Selecciones regionales Amateurs |
| .2        | 2.2 (Carrera de varios días) | Profesionales Continentales Continentales Selecciones nacionales Selecciones regionales Amateurs |

Para favorecer la invitación a los equipos más humildes, la Unión Ciclista Internacional publicó un "ranking ficticio" de los equipos Continentales, sobre la base de los puntos obtenidos por sus ciclistas en la temporada anterior. Los organizadores de carreras .1 y .2 deben obligatoriamente invitar a los 3 primeros de ese ranking y de esta forma pueden acceder a un mayor número de carreras. En este circuito los invitados automáticamente a carreras de categoría .1 y .2 fueron el Groupement Sportif Pétrolier Algérie, MTN Qhubeka y Team Bonitas, aunque a diferencia del UCI WorldTour los equipos pueden rechazar dicha invitación.

## Calendario
Contó con las siguientes pruebas, tanto por etapas como de un día.

### Septiembre 2011
| Fecha   | Carrera                     | Cat. | Ganador         | Equipo del ganador |
| ------- | --------------------------- | ---- | --------------- | ------------------ |
| 29 al 2 | Gran Premio de Chantal Biya | 2.2  | Yves Ngue Ngock | SNH                |

### Octubre 2011
| Fecha    | Carrera      | Cat. | Ganador          | Equipo del ganador         |
| -------- | ------------ | ---- | ---------------- | -------------------------- |
| 21 al 30 | Tour du Faso | 2.2  | Hamidou Zidweiba | Equipo Regional del Centro |

### Noviembre 2011
| Fecha    | Carrera                                      | Cat. | Ganador                                                                      | Equipo del ganador   |
| -------- | -------------------------------------------- | ---- | ---------------------------------------------------------------------------- | -------------------- |
| 9        | Campeonato Africano Contrarreloj por Equipos | CC   | Eritrea Daniel Teklehaimanot Jani Tewelde Natnael Berhane Ferekalsi Debessay | Selección de Eritrea |
| 11       | Campeonato Africano Contrarreloj             | CC   | Daniel Teklehaimanot                                                         | Selección de Eritrea |
| 13       | Campeonato Africano en Ruta                  | CC   | Natnael Berhane                                                              | Selección de Eritrea |
| 20 al 26 | Tour de Ruanda                               | 2.2  | Kiel Reijnen                                                                 | Type 1-Sanofi        |

### Febrero 2012
| Fecha | Carrera                                          | Cat. | Ganador         | Equipo del ganador     |
| ----- | ------------------------------------------------ | ---- | --------------- | ---------------------- |
| 16    | Les Challenges Marche Verte-G. P. Sakia El Hamra | 1.2  | Tarik Chaoufi   | Selección de Marruecos |
| 17    | Les Challenges Marche Verte-G. P. Oued Eddahab   | 1.2  | Andris Smirnovs | Rietumu-Delfin         |
| 18    | Les Challenges Marche Verte-G. P. Al Massira     | 1.2  | Ismail Ayoune   | Selección de Marruecos |

### Marzo 2012
| Fecha    | Carrera            | Cat. | Ganador                     | Equipo del ganador   |
| -------- | ------------------ | ---- | --------------------------- | -------------------- |
| 8 al 17  | Tour de Camerún    | 2.2  | Ngock Yves Ngue             | Selección de Camerún |
| 10 al 14 | Tour de Argelia    | 2.2  | Natnael Berhane             | Selección de Eritrea |
| 16       | Circuito de Argel  | 1.2  | Ioannis Tamouridis          | SP Tableware         |
| 23 al 1  | Vuelta a Marruecos | 2.2  | Reinardt Janse van Rensburg | MTN Qhubeka          |

### Abril 2012
| Fecha    | Carrera                                          | Cat. | Ganador             | Equipo del ganador                   |
| -------- | ------------------------------------------------ | ---- | ------------------- | ------------------------------------ |
| 3        | Les challenges Phosphatiers-Challenge Khouribga  | 1.2  | Tarik Chaoufi       | Selección de Marruecos               |
| 4        | Les challenges Phosphatiers-Challenge Youssoufia | 1.2  | Mouhssine Lahsaini  | Selección de Marruecos               |
| 5        | Les challenges Phosphatiers-Challenge Ben Guérir | 1.2  | Abdellah Ben Youcef | Groupement Sportif Pétrolier Algérie |
| 24 al 29 | Tropicale Amissa Bongo                           | 2.1  | Anthony Charteau    | Europcar                             |

### Mayo 2012
| Fecha   | Carrera                                         | Cat. | Ganador                    | Equipo del ganador     |
| ------- | ----------------------------------------------- | ---- | -------------------------- | ---------------------- |
| 7       | Challenge du Prince-Trophée Princier            | 1.2  | Tarik Chaoufi              | Selección de Marruecos |
| 8       | Challenge du Prince-Trophée de l'Anniversaire   | 1.2  | Reda Aadel                 | Selección de Marruecos |
| 9       | Challenge du Prince-Trophée de la Maison Royale | 1.2  | Abdelati Saadoune          | Selección de Marruecos |
| 30 al 3 | Tour de Eritrea                                 | 2.2  | Jacques Janse Van Rensburg | MTN Qhubeka            |

### Junio 2012
| Fecha   | Carrera          | Cat. | Ganador            | Equipo del ganador  |
| ------- | ---------------- | ---- | ------------------ | ------------------- |
| 9 al 10 | Kwita Izina Tour | 2.2  | Abraham Ruhumuriza | Selección de Ruanda |

## Clasificaciones finales

### Individual
| Posición | Ciclista                    | Puntos |
| -------- | --------------------------- | ------ |
| 1        | Tarik Chaoufi               | 325    |
| 2        | Adil Jelloul                | 243,67 |
| 3        | Reinardt Janse van Rensburg | 206,67 |
| 4        | Azzedine Lagab              | 181,33 |
| 5        | Abdelati Saadoune           | 168,67 |
| 6        | Natnael Berhane             | 160,67 |
| 7        | Mouhcine Lahsaini           | 140,67 |
| 8        | Yves Ngue Ngock             | 132    |
| 9        | Meran Russan                | 110    |
| 10       | Soufiane Haddi              | 108    |

### Equipos
| Posición | Equipo                               | Puntos |
| -------- | ------------------------------------ | ------ |
| 1        | MTN Qhubeka                          | 653,68 |
| 2        | Groupement Sportif Pétrolier Algérie | 438,99 |
| 3        | Europcar                             | 230    |
| 4        | Type 1-Sanofi                        | 150    |
| 5        | SP Tableware                         | 105    |

### Países
| Posición | País      | Puntos   |
| -------- | --------- | -------- |
| 1        | Marruecos | 1.333,68 |
| 2        | Sudáfrica | 957,01   |
| 3        | Eritrea   | 643,01   |
| 4        | Argelia   | 602,99   |
| 5        | Camerún   | 207      |

### Países sub-23
| Posición | País      | Puntos |
| -------- | --------- | ------ |
| 1        | Eritrea   | 459,34 |
| 2        | Marruecos | 299,67 |
| 3        | Argelia   | 156    |
| 4        | Etiopía   | 37     |
| 5        | Sudáfrica | 33,67  |